# 沙阿·马哈茂德·库雷希
马赫杜姆·沙阿·马哈茂德·侯賽因·库雷希（英語：Makhdoom Shah Mahmood Hussain Qureshi，1956年6月22日—），是一名巴基斯坦政治人物及國會議員，他現擔任巴基斯坦正義運動黨的副主席。在此之前，库雷希曾是另一政黨巴基斯坦人民党的重要人物亦是外交部長，但最終因美國CIA特工殺人的事件而離開了外交部。2018年8月20日，他再一次成为外交部部长。
他出生在穆里一個富有的家庭，已婚並育有一子兩女。早年在拉合爾的名校艾奇森學院接受教育、再在私立大學Forman Christian College就讀、最終在英國劍橋大學取得法律碩士學位。1985年他開始從政。